# もしもさんまさんだったら…?
『もしもさんまさんだったら…?』は、テレビ朝日系列で2010年10月9日に放送されたバラエティ番組・特別番組である。

## 概要
『ロンドンハーツ』『雨上がり決死隊のトーク番組アメトーーク!』のスタッフが15年振りに明石家さんまの特別番組を企画。
日頃トークの司会ばかりする大御所芸人・明石家さんまが若手の仕事である、リポートロケをやらせてみたらどうなるかを見るバラエティ番組。また、さんまはこの手の仕事を若手時代にも経験していない。
番組内容は、ラーメン店リポート、赤ちゃんペットリポート、温泉リポートなど。

## 出演者
- 明石家さんま
- 雨上がり決死隊（宮迫博之・蛍原徹）
- ロンドンブーツ1号2号（田村淳・田村亮）
- 前田有紀（当時テレビ朝日アナウンサー） - ラーメン店レポート同行
- 島本真衣（同上） - 温泉レポート同行

## スタッフ
- ナレーター：佐藤賢治
- 構成：そーたに、中野俊成、奈佐はぢめ
- CAM：中島浩司、辻稔
- AUD：目野智子
- VE：武藤康広
- LD：松原功幸
- 美術：村竹良二
- 美術進行：市丸和範
- 大道具：大窪学
- アクリル装飾：安喰誠
- オブジェ：松井達彦
- 編集：伊藤英二、木戸利彦
- MA：松田直起
- 音効：栗田勇児
- TK：村田理実
- CG：横井勝
- 編成：林雄一郎
- 広報：望野智美
- 協力：五味渕英（よしもとクリエイティブ・エージェンシー）
- テロップ：リトルベア
- 協力：SWISH JAPAN、テレテック、IMAGICA、OMNIBUS JAPAN、テレビ朝日クリエイト
- 制作協力：吉本興業
- プロデューサー：安孫子みどり、鈴木雅彦
- 演出・プロデューサー：加地倫三
- 制作著作：テレビ朝日